# Nymphon hirtum
Nymphon hirtum is een zeespin uit de familie Nymphonidae. De soort behoort tot het geslacht Nymphon. Nymphon hirtum werd in 1780 voor het eerst wetenschappelijk beschreven door Fabricius. 